# Neostauropus teikichiana
Neostauropus teikichiana är en fjärilsart som beskrevs av Matsumura 1929. Neostauropus teikichiana ingår i släktet Neostauropus och familjen tandspinnare. Inga underarter finns listade i Catalogue of Life.